# Ljudmyla Ljaschenko
Ljudmyla Oleksandriwna Ljaschenko (ukrainisch Людмила Олександрівна Ляшенко; * 17. Mai 1993 in Saporischschja) ist eine ukrainische Skilangläuferin und Biathletin. Sie hat 2014, 2018 und 2022 an den Paralympics teilgenommen.

## Leben
Ljaschenkos Behinderung ist angeboren, sie wurde mit einer Entwicklungsstörung in beiden Armen und beiden Beinen geboren und hat sich zwei Operationen unterzogen, hat aber nicht die volle Funktion in ihrem linken Arm. Sie begann 2012 mit dem Skifahren.

## Karriere
Ljudmyla Ljaschenko holte sich ihre erste paralympische Medaille (Bronze) beim 6 km Biathlon bei den Paralympischen Winterspielen 2018 in Pyeongchang. Bei diesen Spielen holte sie sich auch noch eine Goldmedaille in der Mixed-Staffel und zwei weitere Bronzemedaillen. Bei den Winter-Paralympics 2022 in Peking gewann sie je einmal Gold, Silber und Bronze.
Bei den Nordischen Para-Weltmeisterschaften 2015 in Cable, USA, gewann Ljudmyla Ljaschenko sechs Medaillen. In Finsterau, Deutschland waren es 2017 sieben Medaillen, darunter vier goldene. Die Weltmeisterschaften 2019 in Prince George, Kanada, beendete sie ebenfalls mit sieben Medaillen.  2021 in Lillehammer, Norwegen, waren es wiederum sieben Medaillen und 2023 in Östersund, Schweden immerhin noch drei. Sie gehört damit zu den erfolgreichsten Nordischen Para-Sportlerinnen aller Zeiten.